# Macromitrium fusco-aureum
Macromitrium fusco-aureum är en bladmossart som beskrevs av Edwin Bunting Bartram 1928. Macromitrium fusco-aureum ingår i släktet Macromitrium och familjen Orthotrichaceae. Inga underarter finns listade i Catalogue of Life.